# Джаспер (Джорджія)
Джаспер (англ. Jasper) — місто (англ. city) в США, в окрузі Пікенс штату Джорджія. Населення — 4084 особи (2020).

## Географія
Джаспер розташований за координатами 34°27′58″ пн. ш. 84°26′9″ зх. д. / 34.46611° пн. ш. 84.43583° зх. д. (34.466199, -84.435863).  За даними Бюро перепису населення США в 2010 році місто мало площу 22,18 км², уся площа — суходіл.

## Демографія
Згідно з переписом 2010 року, у місті мешкали 3684 особи в 1484 домогосподарствах у складі 930 родин. Густота населення становила 166 осіб/км².  Було 1644 помешкання (74/км²).
Расовий склад населення:
| - 93,1 % — білих - 3,1 % — чорних або афроамериканців - 0,2 % — корінних американців - 0,2 % — азіатів - 2,2 % — осіб інших рас |

До двох чи більше рас належало 1,1 %. Частка іспаномовних становила 3,7 % від усіх жителів.
За віковим діапазоном населення розподілялося таким чином: 25,9 % — особи молодші 18 років, 57,6 % — особи у віці 18—64 років, 16,5 % — особи у віці 65 років та старші. Медіана віку мешканця становила 37,1 року. На 100 осіб жіночої статі у місті припадало 81,4 чоловіків;  на 100 жінок у віці від 18 років та старших — 74,8 чоловіків також старших 18 років.
Середній дохід на одне домашнє господарство  становив 68 279 доларів США (медіана — 46 571), а середній дохід на одну сім'ю — 86 310 доларів (медіана — 64 489). Медіана доходів становила 49 352 долари для чоловіків та 28 877 доларів для жінок. За межею бідності перебувало 7,7 % осіб, у тому числі 7,0 % дітей у віці до 18 років та 18,4 % осіб у віці 65 років та старших.
Цивільне працевлаштоване населення становило 1647 осіб. Основні галузі зайнятості: роздрібна торгівля — 19,9 %, освіта, охорона здоров'я та соціальна допомога — 15,1 %, науковці, спеціалісти, менеджери — 14,7 %.